# Pseudoeurycea kuautli
Espèce
Pseudoeurycea kuautli est une espèce d'urodèles de la famille des Plethodontidae.

## Répartition
Cette espèce est endémique du Guerrero au Mexique.

## Publication originale
- Campbell, Brodie, Blancas-Hernandez & Smith, 2013 : Another New Salamander of the Genus Pseudoeurycea from the State of Guerrero, Mexico. South American Journal of Herpetology, vol. 8, no 3, p. 198-202.